# Caroline Rudolphi
Caroline Rudolphi (o también Karoline; 1753-1811) fue una educadora y poeta alemana.
Nació en una familia pobre en Magdeburgo y creció en Potsdam (Margraviato de Brandeburgo, Reino de Prusia). Fue descubierta por el compositor Johann Friedrich Reichardt, quien, en 1781, comenzó a dedicarse a la música y publicó varios de sus poemas.
A partir de 1778, Rudolphi se desempeñó como educadora de las hijas de la familia von Röpert de Trollenhagen. 
En 1783, abrió su propio instituto educativo en Trittau. En los años siguientes, Rudolphi se convirtió en una reconocida y respetada educadora de niñas. Se hizo amiga de Elise Reimarus, y en su instituto montó un salón literario que atrajo a un círculo de intelectuales, tales como Matthias Claudius, Friedrich Gottlieb Klopstock, Friedrich Heinrich Jacobi and Jens Baggesen, entre otros.
En 1803 Rudolphi trasladó su instituto a Heidelberg (en el recién formado Electorado de Baden), donde se involucró socialmente con el círculo de románticos intelectuales que estaba allí (Achim von Arnim, Clemens Brentano, Sophie Mereau, Friedrich Creuzer  and Ludwig Tieck) y con un amigo cercano de la familia del clasicista Johann Heinrich Voß.
En 1781, 1787 y 1796, Rudolphi publicó colecciones de sus poemas y también publicó sus métodos para la educación de niñas en forma de novela epistolar, titulada Gemälde weiblicher Erziehung (1807).
En 1825, su poema Ode an Gott ("Oda a Dios") fue llevado a la música por Johann Heinrich Tobler y fue cantado como el himno nacional no autorizado del Cantón de Appenzell Rodas Exteriores en la Landsgemeinde (asamblea cantonal) desde 1877.